# 용해 평형
용해 평형(溶解平衡, solubility equilibrium)은 액체에 물질을 용해 시 더는 용해되지 않을만큼 포화된 것처럼 보이는 평형 상태를 의미한다.

## 개요
분자가 움직이고 있는지 어떤지를 결정하는 데는 분자에 표를 해서 추적해 보면 되는데, 분자는 보통 눈에 보이지 않으므로 표시를 하는 방법으로 방사성 동위 원소를 이용한다.  요오드화납의 포화 용액에 방사성 요오드를 납과 화합시킨 요오드화납의 결정을 넣고 방사능을 측정하면 처음에는 결정 쪽에만 방사능이 있지만, 시간이 지나면 용액 쪽에서도 방사능이 검지된다. 요오드화납의 결정의 양에는 증감이 없으므로 방사성이 있는 요오드화납과 방사성이 없는 요오드화납이 같은 양만큼 뒤바뀌었다고 생각할 수 있다.용해에서의 평형을 용해 평형이라고 하는데, 이것은 동적 평형이다.

## 용해도곱 상수
용해도곱 상수(영어: Solubility product)는 포화용액에서 염을 구성하는 양이온과 음이온의 농도를 곱한 값을 말한다. 표기는 보통 Ksp로 표시한다.

### 염화 은의 예
염화 은(영어: Silver chloride)은 대표적인 앙금으로 (AgCl), Ksp = 1.77×10-10의 용해도곱 상수값을 가진다.
평형 상수 K = [Ag+][Cl-] = 1.77×10-10이다.
이때, [Ag+] = 1.33×10−5이다. 이로부터 용해도를 계산하면, 1.923×10−4g/물 100g(20°C)이다.